# SPV GmbH
SPV GmbH (také známo jako Schallplatten Produktion und Vertrieb GmbH) je německé nezávislé hudební vydavatelství. Vydavatelství bylo založeno v roce 1984 Manfredem Schützem a stalo se jedno z největších evropských nezávislých hudebních vydavatelství. 25. května 2009 podal Manfred Schütz žádost o insolvenční řízení. Poté, co Sony Music Entertainment na podzim roku 2009 odkoupila práva na některé z předních interpretů, kteří u vydavatelství vydávali svá alba, se vydavatelství vrátilo na výrobní trh s novým personálem.
V roce 2020 vydavatelství získalo Napalm Records.
- SPV Recordings - Pop, rock
- Steamhammer Records - Heavy metal, hard rock, power metal
- Long Branch Records - Alternativní rock, indie rock, progresivní rock, progresivní metal, metalcore
- Oblivion Records - Dark wave, gothic rock
- Cash Machine Records - Hip hop
- Synthetic Records - Industriální hudba